# راينهارد أدلر
راينهارد أدلر (بالألمانية: Reinhard Adler)‏ (9 فبراير 1947 بألمانيا - ) هو لاعب كرة قدم ألماني في مركز الوسط. لعب مع نادي أرمينيا هانوفر ‏ وتنس بوروسيا برلين ونادي هسن كاسل.

## وصلات خارجية
- راينهارد أدلر على موقع قاعدة بيانات كرة القدم.إي يو (الإنجليزية)
- راينهارد أدلر على موقع بيانات كرة القدم. دي إي (الألمانية)
- راينهارد أدلر على موقع عالم كرة القدم.نت (الإنجليزية)